# ドンキーコング たるジェットレース
『ドンキーコング たるジェットレース』（Donkey Kong Barrel Blast、Donkey Kong Jet Race）は、パオン（現・パオン・ディーピー）が開発し、2007年6月28日に任天堂から発売されたWii専用のゲームソフト。アメリカでは同年10月8日、ヨーロッパでは2008年1月25日に発売された。

## 概要
2006年5月のE3にてニンテンドー ゲームキューブ専用ソフトとして発表。一度は同年8月10日に定価4,800円（タルコンガ同梱版は5,800円）で発売予定と、正式な発売日や価格も決定していた。しかし『スーパーペーパーマリオ』とともに発売直前に延期となり、後にWii専用ソフトに仕様変更された。
本作はドンキーコング達が『たるジェット』と呼ばれる樽型の飛行装置を装備して、空中レースを繰り広げるレースゲームである。たるジェットの外観はゲームキューブの周辺機器であるタルコンガに酷似しており、実際ゲームキューブで発売予定だったころはタルコンガ対応ソフトとして開発されていたが、Wiiに移行すると共にタルコンガ非対応となり、操作は全てWiiリモコンとヌンチャクで行う。
ちなみに、2001年、ゲームキューブ本体発表時に「Donkey kong racing」という本作と非常に似た作品が発表されていたが、本作はそれとは別物である。

## システム
『たるジェット』はリモコンとヌンチャクで操作し、交互に振ることでスピードアップ（最高速到達後は振らなくてもよい）、両方同時に振ってジャンプ、片方だけ振ってターン（何もしなくてもある程度自動でコースに沿って飛行している）という操作方法となっている。また、コース上に落ちているバナナを50本集めると強力なダッシュ『ワイルドムーブ』が使用可能になる。ワイルドムーブ中に敵やタルに当たることで『コンボ』が成立し、ワイルドムーブを持続させることができる。

## モード
『キャンディーのリクエスト』を除く全モードでクラスの選択ができる。『ルーキー』、『ワイルド』、『ヒーロー』の3クラスがあり、上のクラスになるほどたるジェットの基本能力とコンピュータキャラクターの思考能力が上がり、より手強くなる。
グランプリ
全3戦-5戦のグランプリを戦い抜く。4人まで参加可能。
シングルレース
好きなコースでレースをする。4人まで参加可能。
フリーラン
好きなコースでとことん走る。敵が出現しないので練習に最適。
タイムトライアル
タイムアタックに挑戦する。コース別にゴーストを記録できる。
キャンディーのリクエスト
キャンディーコングが出題するリクエストにドンキーコングで挑む。『制限時間内にクリア』といったもののほかに『バナナを規定本数集める』『特定のキャラクターを優勝させる』といった風変わりなものも。難易度別に4つのレベルが存在する。
クランキーのおしえ
クランキーコングからゲームの基本を教わる。

## プレイヤーキャラクター

### コングファミリー
ドンキーコング
すべての能力が平均的なジャングルのヒーロー。クリッターと対のキャラクター。
ドンキーコング・ネオジェット
ネオジェットを装備した強化版のドンキーコング。すべての能力がMAXという本作最強のキャラクター。あくまでたるジェットを換装したドンキーコング本人であるため、通常のドンキーコングと同時にレースに参加することはできない。
ディディーコング
ドンキーコングの相棒。能力バランスがよく、スピード（最高速）が劣る代わりにかそく・まがりやすさが優れている。キップと対のキャラクター。
ディクシーコング
ディディーコングのガールフレンド。ディディーよりさらにスピードが劣る代わりにかそくはさらに優れる。タイニーと比較すると言動が若干サルっぽい。キャスと対のキャラクター。
ランキーコング
『ドンキーコング64』で初登場した変幻自在なアクションがウリのオランウータン。ファンキーやクラッジとよく似た能力で、彼らに比べてスピードがわずかに劣るがかそくは勝る。クランプと対のキャラクター。
タイニーコング
『ドンキーコング64』で初登場したツインテールのゴリラ。デザインが変更され、身長や服装は前作より成長したイメージになっている。かそく・スピードともに非常に優秀だが、まがりやすさに難がある。カリプソと対のキャラクター。
ファンキーコング
航空機や重火器など、メカに強いゴリラ。スピードが最高でかそく・まがりやすさが最低という極端なキャラクター。クラッジと対のキャラクター。
リンクリーコング
『スーパードンキーコング3』を最後に亡くなったクランキーコングの妻。死後もゴーストとしてDKアイランドで暮らしている。かそく・スピードは平均的だが、まがりやすさは非常に優れている。コプターと対のキャラクター。
クランキーコング
DKアイランドの長老にしてマリオと激闘を繰り広げた初代ドンキーコング本人。すべての能力がトップクラスと反則的な強さを誇る。登場から27年目にして初めて正式なプレイヤーキャラとなった。キングクルールと対のキャラクター。

### クレムリン軍団
クリッター
クレムリン軍団の下っ端の戦闘員だが、最近はマリオシリーズにもたびたび顔を見せるようになった。なんでもこなす万能タイプで、ドンキーコングと対をなす能力バランスのよいキャラクター。
キップ
本作初登場の少年のクレムリン。いたずら好きなやんちゃな性格。対をなすディディーコングと同じ能力で、同じ感覚で使える。
キャス
本作初登場。キップのメス版ともいえる姿をしている。ディクシーコングと対のキャラクターで、能力も同じ。少し意地悪な性格のためか、攻撃アイテムの使い方はディクシーより上手いらしい。
コプター
『スーパードンキーコング3』に登場したクレムリン。デザインが少し変わり、せっかちで意地悪そうな顔をしている。かそく・スピードは平均的だが、飛行が本職だけあってコーナリング能力は非常に高い。リンクリーコングと対のキャラクター。
カリプソ
本作初登場のメスのクレムリン。アフロでキメており、その言動からは大人の魅力を感じ取れる。まがりやすさが低めの代わりにかそく・スピードの両方に優れる。タイニーコングと対のキャラクター。
クラッジ
本作初登場。クラッシャ、クランチャ、クランプルの流れを汲むパワフルなクレムリン。人相の悪さと腕のチェーンが特徴。企画段階では彼の代わりにクラッシャが登場する予定だった。対となるファンキーコングと同様、スピードが最高でかそく・まがりやすさは最低。
クランプ
おなじみの太ったクレムリン。タイニーと並んでもっともデザインの変更されたキャラクターで、ヘルメットの代わりにタル型のバケツをかぶり、服装も変わったが防御力の高そうなフォルムは相変わらず。太った容姿とは裏腹にスピードは高いが、かそく・まがりやすさは低い。ランキーコングと対のキャラクター。
キングクルール
クレムリン軍団総帥。グランプリの開催を聞き、クレムリン軍団の精鋭を送り込んできた。彼自身も特製の大型たるジェットに乗り込んで参戦。能力の高さはトップクラス。以前と比べると王と呼ぶにふさわしい威厳のある動きが増えた。クランキーコングと対のキャラクター。

## アイテム
アイテムはコース上のバルーンから手に入る。赤と緑のバルーンでは入っているアイテムが異なる。なお、オプションでアイテムの有無を設定できる。

### 共通
食べごろバナナ
バナナが30本手に入る。どちらのバルーンからでも出てくる。

### 赤のバルーン
プレイヤーを強化する傾向がある。コングファミリーはこのアイテムを上手く使うことができる。
いたずらモンキー
前方のキャラクターに一定時間取り付き、バナナを捨ててしまう。コングファミリーが使うと持続時間が長くなる。
スコークス
シリーズおなじみのオウム。前方のキャラクターに一定時間取り付き、ワイルドムーブを封じる。コングファミリーが使うと持続時間が長くなる。
コークス
『スーパードンキーコング2』『同3』に登場したスコークスの色違い。トップのプレイヤーを追いかけ、攻撃を加えてスピードを下げる。コングファミリーが使うと更に攻撃を受けたプレイヤーのバナナが全て無くなる。
バナナフェアリー
『ドンキーコング64』に登場した妖精。一定時間プレイヤーのバナナ集めの協力をする。コングファミリーが使うと持続時間が長くなる。
ファイアバナナ
炎に包まれたバナナをコース上に複数設置する。接触したプレイヤーはスピードダウンする。コングファミリーが使うと設置数が多くなる。
パワフルメロン
一定時間無敵になる。この間ならアイアンバレルやTNTバレルも吹き飛ばせるのでこのアイテムを使わないと成立しないワイルドムーブコンボもある。コングファミリーが使うと持続時間が長くなる。
クリスタルココナッツ
『ドンキーコング64』に登場したアイテム。一定時間キャラクターがクリスタル化、無敵状態になってワイルドムーブも使い放題になる。このアイテムはコング、クレムリン両方とも効果が変わらない。

### 緑のバルーン
敵を妨害する傾向がある。クレムリン軍団はこのアイテムを上手く使うことができる。
ミニネッキー
シリーズおなじみのハゲワシ。後ろのプレイヤーを追跡して攻撃する。クレムリン軍団が使うと更に攻撃を受けたプレイヤーのワイルドムーブのストックが1つ減る。
タツマキ
ほかの全プレイヤーからバナナを奪う。クレムリン軍団が使うと奪うバナナの数が増える。
投げバレル
後ろに向かって破壊できないタルを投げつける。クレムリン軍団が使うと使うタルがTNTバレルになる。
ミニジンガー
小さなジンガーの巣を設置する。接触した相手は大きくスピードが落ち、加速操作を行わないと脱出できない。クレムリン軍団が使うと持続時間が長くなる。
パイナップル・ランチャー
ファンキーコングが『ドンキーコング64』に登場するチャンキーコングのために作ったランチャー。パイナップルに当たるとスピードが落ちる。今回はホーミング機能がよりパワーアップしている。クレムリン軍団が使うと発射数が2発になる。
クレムリンW
これを飲むとワイルドムーブのストックが1つ増える。クレムリン軍団が使うと増える数が2つになる。
メガTNTバレル
敵全員にTNTバレルを直撃させる。無敵になっていない限り回避不能、ワイルドムーブのストックがゼロに、一定時間操作が逆になる上最高速度も落ちる、と最悪のアイテム。このアイテムはコング、クレムリン両方とも効果が変わらない。

## コース
7つのワールドに分かれ、全部で16コースが登場する。
DKジャングル
1-3がある。おなじみジャングルが舞台。3はTNTバレルが多数登場、ゲーム屈指の難易度を誇る。
シャインオーシャン
1-3がある。コース途中で必ず水中にもぐることになり、1・3ではエンガードの助けを得ることができる。2では絶景の夕焼けを堪能できる。
ダイナマイトマウンテン
1-3がある。溶岩と岩だらけの活火山。TNTバレルがそこらじゅうに設置してあり、ところどころから火が吹き出ている危険なコース。3ではランビが登場する。
すなかぜのたに
1・2がある。砂漠の神殿が舞台。パネルギミックに触れると巨大なムカデのモンスターが現れることも。1ではトロッコに乗れる。
きたかぜひょうげん
1・2がある。雪山が舞台。高低差が激しく、2では極寒の海に突入する。1ではソリにのることができる。
くうちゅうしんでん
1・2がある。天空の浮遊島に建つ神殿が舞台。ワイルドムーブコンボを仕掛けられる地点が多数存在する。2では巨大なゴリラの石像がビームを放つ。この仕掛けは手前に張られている赤外線に触れると作動する。
コズミックハイウェイ
地球上空が舞台。ワープゾーンをくぐり、巨大要塞に突入と常識を覆す展開が目白押し。要塞周辺はメカコング・ミニが守護しており、さらに要塞内部では巨大メカコングが攻撃を仕掛けてくる。アイアンバレルの数が非常に多い最難コース。

### カップ構成
トパーズカップ
DKジャングル 1
シャインオーシャン 1
ダイナマイトマウンテン 1
サファイアカップ
すなかぜのたに 1
DKジャングル 2
シャインオーシャン 2
きたかぜひょうげん 1
ダイヤモンドカップ
シャインオーシャン 3
ダイナマイトマウンテン 2
すなかぜのたに 2
くうちゅうしんでん 1
ロイヤルカップ
ダイナマイトマウンテン 3
DKジャングル 3
きたかぜひょうげん 2
くうちゅうしんでん 2
コズミックハイウェイ

## 攻略本
- 任天堂公式ガイドブック ドンキーコング たるジェットレース ISBN 9784091063823 - 小学館（発売日:2007年8月22日）

## 声の出演
- ドンキーコング（声優：長嶝高士）
- ディディーコング（声優：鈴木勝美）
- ディクシーコング（声優：笹島かほる）
- ランキーコング（声優：利根健太朗）
- タイニーコング（声優：笹島かほる）
- ファンキーコング（声優：土屋トシヒデ）
- リンクリーコング（声優：山田みほ）
- クランキーコング（声優：長嶝高士）
- キャンディーコング（声優：津々見沙月）
- クリッター（声優：土屋トシヒデ）
- キップ（声優：鈴木勝美）
- キャス（声優：笹島かほる）
- コプター（声優：利根健太朗）
- カリプソ（声優：津々見沙月）
- クラッジ（声優：土屋トシヒデ）
- クランプ（声優：土屋トシヒデ）
- キングクルール（声優：土屋トシヒデ）
- ボイス（声優：北島淳司）